# Андреев, Владимир Георгиевич
Владимир Георгиевич Андреев (14 июля 1945, дер. Ильинка, Икрянинский район, Астраханская область, РСФСР, СССР) — советский баскетболист. Рост — 215 см. Заслуженный мастер спорта СССР (1965).
Центровой, один из самых высоких игроков советского и европейского баскетбола (215 см) 1960—1970-х годов. Славился надежной и грамотной игрой в защите. Разнообразно и результативно атаковал кольцо соперника.

## Биография
Родился 14 июля 1945 года. С детства увлекался футболом. С 12 лет занимался в ДЮСШ № 2 г. Астрахань у тренера Николая Петровича Свечникова.
Играл на разных соревнованиях, где его заметили. Вскоре попал в сборную команду школьников РСФСР, и почти сразу попал в юношескую сборную СССР, капитаном которой был Модестас Паулаускас. На одном из турниров получил тяжелую травму (разрыв легких), из-за чего пережил клиническую смерть. Из-за последствий травмы около года не играл.
Окончив школу, отправился в Москву. В 1963 году познакомился с Игорем Владимировичем Поповым, тренером ДСО «Буревестник» (Алма-Ата). Попов сумел убедить сильно ослабшего от болезни юношу (при росте 211 см весил тогда всего 74 кг), что баскетбол и горный воздух Заилийского Ала-Тау — это то, что ему нужно, чтобы навсегда забыть о проблемах с легкими. Вскоре Андреев переехал в Алма-Ату, о чем никогда потом не жалел.
В 1963—1966 годах выступал за «Локомотив» (Алма-Ата). Первый матч в высшей лиге чемпионата СССР провёл 5 декабря 1963 года против московского «Динамо». За 55 секунд до завершения встречи именно бросок Андреева сверху одной рукой принёс железнодорожникам Алма-Аты победу, а баскетболисту славу и популярность в новом городе.
Окончил Казахский институт физкультуры (1966). Вскоре женился на девушке Людмиле, с которой вырастили двоих сыновей.
В 1966 перешел в ЦСКА (Москва). Семикратный чемпион СССР (1967, 1968, 1969, 1970, 1971, 1972, 1973), обладатель Кубка СССР (1972).
Игрок сборной СССР с 1964 года. Бронзовый призёр Олимпийских игр (1968), чемпион мира (1967), трёхкратный чемпион Европы (1967, 1969, 1971), двукратный обладатель Кубка европейских чемпионов (1969, 1971), победитель пятой (1971) Спартакиады народов СССР. Финалист Международного континентального кубка (1971).
По итогам чемпионата мира 1967 года за Андреевым приклеилось прозвище «Билл» (иногда — «Русский Билл») — за многократно продемонстрированное блестящее исполнение забивания мяча в корзину сверху двумя руками после наброса на кольцо и в знак сравнения со знаменитым игроком НБА Биллом Расселом.
В 1972 году, на сборах перед Олимпийскими играми, получил травму мениска. В московском ЦИТО при оперировании колена занесли инфекцию, из-за чего восстановление затянулось, а Андреев вынужден был пропустить Игры. Травма в итоге привела к потере игровой формы и по окончании сезона 1973/74 Андреев ушел из ЦСКА.
В сезоне 1974/75 играл за СКА (Рига), после чего завершил игровую карьеру.
Работал преподавателем по физподготовке в Военно-инженерной академии им. В. В. Куйбышева, затем — в специальном интернате для одаренных детей (Московский художественный академический лицей). При этом продолжал играть в баскетбол до 52 лет, выступал за сборную ветеранов России, вместе с нею дважды становился чемпионом мира и один раз бронзовым призером.
В 1993 году в звании подполковника ушел на пенсию.
С декабря 2007 года некоторое время работал в должности директора спортивного клуба «Спартак» в Щелковском районе. В настоящее время проживает в городе Мытищи.
Снимался в кинофильмах «Спорт, спорт, спорт» (1970) и «Отцы и деды» (1982).

## Достижения
- Бронзовый призёр ОИ-68
- Чемпион мира 1967, бронзовый призёр ЧМ-70
- Чемпион Европы 1967, 1969, 1971
- Чемпион СССР 1969-73 гг.;
- Обладатель Кубка СССР 1972
- Обладатель КЕЧ 1969 и 1971. В финальном матче КЕЧ-69 с мадридским «Реалом» в Барселоне принес своей команде 39 очков! (ЦСКА победил во второй дополнительной пятиминутке — 103:99).
- Финалист Межконтинентального кубка 1971